# 味美駅 (JR東海交通事業)
味美駅（あじよしえき）は、愛知県春日井市中新町二丁目にある、JR東海交通事業城北線の駅である。

## 歴史
- 1991年（平成3年）12月1日：開業[1]。

## 駅構造
島式ホーム1面2線を有する高架駅。無人駅である。駅は名鉄小牧線の高架橋を跨いだ高々架上にあるが、入口は国道302号（名古屋環状2号線）を潜る地下道にあるため、一旦地下道に降りてから階段を上ることになる。なおこの地下道には、近隣の春日井市立味美中学校卒業生の絵画が飾られている。

### のりば
| 番線 | 路線     | 方向 | 行先     |
| ---- | -------- | ---- | -------- |
| 1    | 〓城北線 | 下り | 勝川行   |
| 2    | 〓城北線 | 上り | 枇杷島行 |

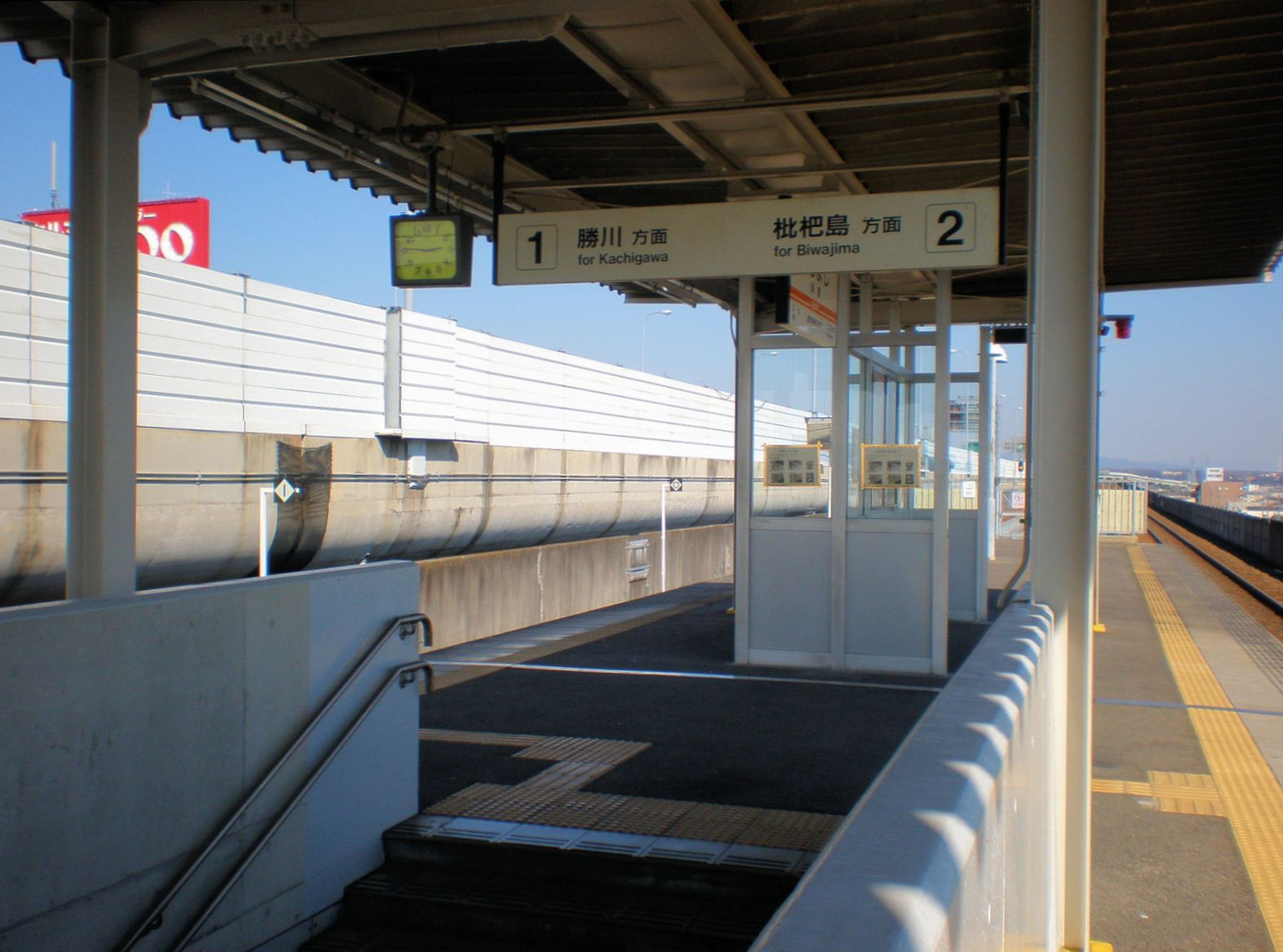
ホーム
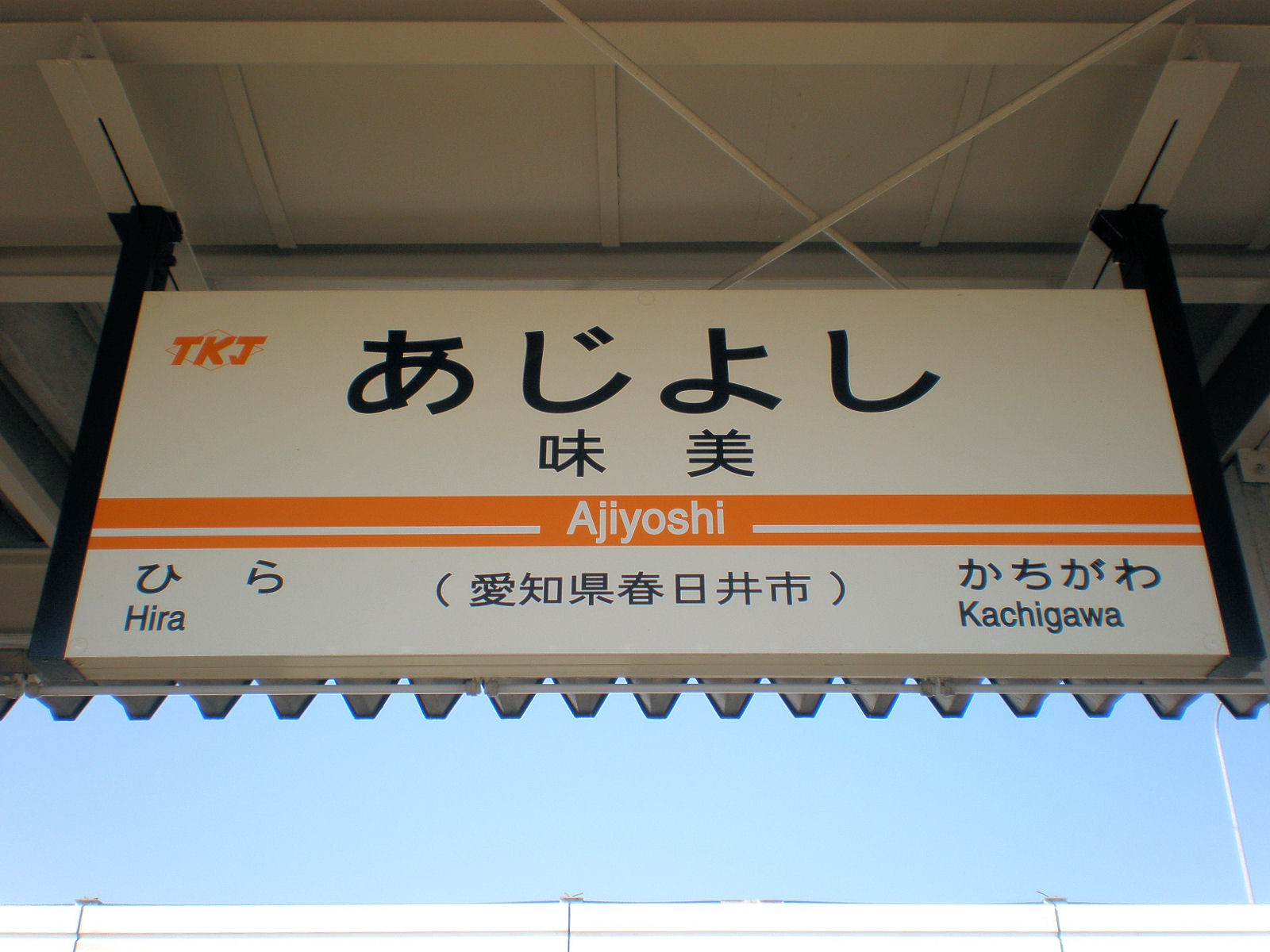
駅名標

## 利用状況
「春日井市統計書」によれば、近年の1日平均乗車人員は以下の通り。
| 年度               | 1日平均 乗車人員 | 出典     |
| ------------------ | ---------------- | -------- |
| 2002年（平成14年） | 139              | [ * 2 ]  |
| 2003年（平成15年） | 113              | [ * 2 ]  |
| 2004年（平成16年） | 104              | [ * 2 ]  |
| 2005年（平成17年） | 118              | [ * 2 ]  |
| 2006年（平成18年） | 114              | [ * 2 ]  |
| 2007年（平成19年） | 119              | [ * 3 ]  |
| 2008年（平成20年） | 122              | [ * 4 ]  |
| 2009年（平成21年） | 118              | [ * 5 ]  |
| 2010年（平成22年） | 115              | [ * 6 ]  |
| 2011年（平成23年） | 99               | [ * 7 ]  |
| 2012年（平成24年） | 102              | [ * 8 ]  |
| 2013年（平成25年） | 106              | [ * 9 ]  |
| 2014年（平成26年） | 107              | [ * 10 ] |
| 2015年（平成27年） | 121              | [ * 11 ] |
| 2016年（平成28年） | 115              | [ * 12 ] |
| 2017年（平成29年） | 109              | [ * 13 ] |
| 2018年（平成30年） | 118              | [ * 14 ] |
| 2019年（令和元年） | 115              | [ * 15 ] |
| 2020年（令和02年） | 100              | [ * 16 ] |
| 2021年（令和03年） | 107              | [ * 1 ]  |

## 駅周辺
駅周辺は宅地化されており、味美と呼ばれている。また、乗り換え駅ではないが、700メートルほど離れた地点に名鉄小牧線 味美駅が、900メートルほど離れた地点に名鉄小牧線 味鋺駅がある。その他は下記の通り。

### 道路
- 名古屋環状2号線（環状2号）
  - 名古屋第二環状自動車道 - 名古屋環状2号線の専用部（高速道路：高速自動車国道）。
  - 国道302号 - 名古屋環状2号線の一般部。
- 愛知県道102号名古屋犬山線（木曽街道）

### 公共施設
- 北区役所 楠支所

### 教育機関
- 春日井市立白山小学校
- 春日井市立味美中学校

### 史跡
- 味美古墳群
  - 味美二子山古墳
  - 味美春日山古墳
  - 味美白山神社古墳
  - 御旅所古墳

### 金融機関
- 大垣共立銀行味美支店
- 瀬戸信用金庫味美支店
- 三十三銀行春日井支店

## バス路線
- かすがいシティバス：西部環状線 - 「味美白山町」バス停及び「中新町」バス停

## 隣の駅
東海交通事業
〓 城北線
勝川駅 - 味美駅 - 比良駅